# Czarnogóra na letnich igrzyskach olimpijskich
Reprezentacja Czarnogóry na letnich igrzyskach olimpijskich po raz pierwszy wystartowała w 2008 w Pekinie. Nie zdobyła tam jednak medali. Mimo to Czarnogórcy już wcześniej zdobywali medale na igrzyskach olimpijskich, będąc w składzie Jugosławii oraz Serbii i Czarnogóry. W składach nieistniejących już państw zdobyli 21 medali. wszystkie w sportach drużynowych, z czego najwięcej w piłce wodnej – 17 zawodników.
Czarnogórski Komitet Olimpijski został założony w 2006 zaraz po ogłoszeniu przez Czarnogórę niepodległości. Do MKOl-u przyłączona w 6 lipca 2007 podczas 119. sesji MKOl. Dotychczas reprezentanci Czarnogóry zdobyli 1 medal jako kraj niepodległy – srebro w turnieju piłkarek ręcznych w 2012 w Londynie.

## Klasyfikacja medalowa
| Miejsce             |   |   |   | Razem |
| ------------------- | - | - | - | ----- |
| 2008 Pekin          | 0 | 0 | 0 | 0     |
| 2012 Londyn         | 0 | 1 | 0 | 1     |
| 2016 Rio de Janeiro | 0 | 0 | 0 | 0     |
| 2020 Tokio          | 0 | 0 | 0 | 0     |